# Тальнівський район
Тальні́вський райо́н — колишня адміністративно-територіальна одиниця Черкаської області. Площа — 917 км² (4,39 % від площі області). Адміністративний центр — місто Тальне́.
З 2020 року територія Тальнівського району входить до складу Звенигородського району. 

## Історія
Як адміністративно-територіальну одиницю Тальнівський район утворено в 1923 році. Територіально він входив до Київської губернії (1923 — 1925 роки), Уманської округи (1925 — 1930 роки), Київської області (1932 — 1953 роки), з 1954 року район увійшов до новоствореної Черкаської області.
В 1962 році в зв'язку з розукрупненням Тальнівській район було реформовано. З січня 1965 року район відновлено в попередніх межах. 05.02.1965 Указом Президії Верховної Ради Української РСР передано сільради Тальнівського району: Бродецьку, Пальчиківську, Петраківську та Ямнільську до складу Звенигородського району, Косенівську — до складу Уманського району, а Лісівську Маньківського району — до складу Тальнівського району. 
З 5 лютого 1965 до адмінреформи 2020 року межі району не змінювалися.

## Загальні відомості
Територією району протікає річка Гірський Тікич. Площа району 909,7 км² (4,3 % від території Черкаської області). Чисельність постійного населення станом на 01.01.2017 року становить 33 829 осіб, наявного — 33 675 осіб.
Район межує з Звенигородським, Катеринопільським, Маньківським, Уманським районами Черкаської області та Новоархангельським районом Кіровоградської області. Відстань до обласного центру з твердим покриттям 141 км.
В районі налічується 40 населених пунктів, які підпорядковані одній міській та 27 сільським радам.
Державний історико-культурний заповідник «Трипільська культура», створений у 2002 році, розташований у Черкаській області.
До складу заповідника входять території 11 поселень часів трипільської культури. Площа заповідника — 2045 гектарів.
Серед них — Тальянки (450 гектарів), Майданецьке (200 гектарів), Веселий Кут (150 гектарів) Глибочок, Піщана, Онопріївка — Тальнівского району. Між селами Легедзине і Тальянки розташоване найбільше в Європі поселення часів трипільської культури — 450 га.

## Населення району
| №  | Населений пункт      | Чисельність населення, осіб (2013 р.) |
| -- | -------------------- | ------------------------------------- |
| 1  | м. Тальне            | 14 099                                |
| 2  | с. Майданецьке       | 1897                                  |
| 3  | с. Мошурів           | 1766                                  |
| 4  | с. Тальянки          | 1151                                  |
| 5  | с. Лісове            | 981                                   |
| 6  | с. Легедзине         | 920                                   |
| 7  | с. Зеленьків         | 914                                   |
| 8  | с. Вишнопіль         | 897                                   |
| 9  | с. Гордашівка        | 897                                   |
| 10 | с. Романівка         | 739                                   |
| 11 | с. Криві Коліна      | 671                                   |
| 12 | с. Білашки           | 660                                   |
| 13 | с. Колодисте         | 640                                   |
| 14 | с. Глибочок          | 638                                   |
| 15 | с-ще Здобуток        | 637                                   |
| 16 | с. Онопріївка        | 624                                   |
| 17 | с. Поташ             | 594                                   |
| 18 | с. Заліське          | 591                                   |
| 19 | с. Кобринове         | 578                                   |
| 20 | с. Веселий Кут       | 535                                   |
| 21 | с. Папужинці         | 524                                   |
| 22 | с. Соколівочка       | 472                                   |
| 23 | с. Лащова            | 467                                   |
| 24 | с. Кобринова Гребля  | 433                                   |
| 25 | с. Корсунка          | 370                                   |
| 26 | с. Лоташеве          | 359                                   |
| 27 | с. Шаулиха           | 359                                   |
| 28 | с. Піщана            | 275                                   |
| 29 | с. Антонівка         | 260                                   |
| 30 | с. Павлівка Перша    | 246                                   |
| 31 | с-ще Левада          | 223                                   |
| 32 | с-ще Новомайданецьке | 223                                   |
| 33 | с. Червоне           | 203                                   |
| 34 | с. Довгеньке         | 142                                   |
| 35 | с. Гуляйка           | 115                                   |
| 36 | с-ще Степне          | 99                                    |
| 37 | с. Павлівка Друга    | 73                                    |
| 38 | с. Чеснопіль         | 67                                    |
| 39 | с-ще Добрянка        | 19                                    |
| 40 | с. Кобиляки          | 16                                    |
| 41 | с-ще Тарасівка       | 8                                     |
| 42 | с-ще Нова Павлівка   | 4                                     |
| 43 | с-ще Шалаське        | 0                                     |

## Політика
25 травня 2014 року відбулися Президентські вибори України. У межах Тальнівського району було створено 50 виборчих дільниць. Явка на виборах складала — 69,05 % (проголосували 20 960 із 30 355 виборців). Найбільшу кількість голосів отримав Петро Порошенко — 49,47 % (10 369 виборців); Юлія Тимошенко — 15,70 % (3 290 виборців), Олег Ляшко — 13,65 % (2 862 виборців), Анатолій Гриценко — 13,04 % (2 734 виборців). Решта кандидатів набрали меншу кількість голосів. Кількість недійсних або зіпсованих бюлетенів — 0,68 %.

## Економіка
Найбільші підприємства району:
- ТОВ «КХП „Талне“ з іноземними інвестиціями» (борошномельно-крупяна діяльність), м. Тальне
- ТОВ «Промінь-АА» (сільське господарство), с. Білашки
- ТОВ «Агрофірма Легедзене» (сільське господарство), с. Легедзине
- ТОВ «Надія» (сільське господарство), с. Лісове
- СФГ «Дружба» (сільське господарство, промислова продукція), с. Павлівка Перша
- ТОВ «Тальнівський завод Мінводи» (виробництво мінеральних вод), м. Тальне
- ТОВ «Тальнівський щебзавод» (видобування та виготовлення будівельної продукції з каменю), м. Тальне.

Середньооблікова кількість штатних працівників району становить 4876 осіб, середньомісячна заробітна плата — 3342 грн. (у 2016 р.).

## Пам'ятки архітектури
- Мисливський палац Шувалова (1896—1903) м. Тальне
- будинок управителя (1903_ м. Тальне
- Парк (18 ст.) м. Тальне
- Залізничний вокзал, водонапірна башта, залізничний міст (1891) м. Тальне
- церква Св. Трійці (1846) м. Тальне
- костел (1702) м. Тальне
- цукровий завод (1849) м. Тальне
- музична школа (ХІХ ст.) м. Тальне
- будинок комунарів (1927-29) село Здобуток Жовтня
- склад (ХІХ ст.) село Вишнопіль)
- комплекс млина Журавського село Корсунка: млин (1845—1903), механічна майстерня і дизельна (1915), 2 склади (1903 та 1916), лабораторія (1909), міст (1913)
- земський банк (1910) село Тальянки
- Монастир (філія Київського Свято-Троїцького монастиря) (1904) село Тальянки
- Церква Покрова Богородиці (1908) село Тальянки.